# The Flying Torpedo
The Flying Torpedo er en amerikansk stumfilm fra 1916 af John B. O'Brien.

## Medvirkende
- John Emerson som Winthrop Clavering.
- Spottiswoode Aitken som Bartholomew Thompson.
- W.E. Lawrence som William Haverman.
- Fred J. Butler.
- Raymond Wells.